# Мала Копаня
Мала́ Копаня — село в Виноградівській громаді Берегівського району Закарпатської області України.

## Назва
Поселенці, обравши якийсь шматок лісу, придатний для сільськогосподарського виробництва, вирубували дерева. Вирубана площа звалася «пасіка». Висушені стовбури ділової деревини звозилися на обійстя, а решту спалювали.
Очищена від лісу і випалена площа звалася «спаль», «згарь», «погарь». Вона перекопувалася, очищалася від пеньків та коріння і ставала придатною для сільськогосподарського використання і вже називалася «копань», «копанина». Звідси і бере назву Мала Копаня.

## Історія
Поблизу села виявлено дакійське городище — пам'ятку археології середини I століття до н. е. — початку II століття н. е.
Перша згадка у 1400 році як Veresmart
Теперішнє село вперше згадується в документах в 1438 році як власність баронів Перені.
16 березня 1939 року семеро студентів Севлюшської вчительської семінарії стримували атаки угорської армії на Карпатську Україну. Оточені ворогом, потрапили в полон і під час розстрілу співали гімн «Ще не вмерла Україна». Тіла вбитих мадяри скинули в Тису.
Церква св. Василя Великого. 1864.
У 1775 р. згадують стару дерев'яну церкву, збудовану в 1474 р., котру багато разів поправляли. Того ж року засновано парохію.
У візитації єпископа Ольшавського в 1751 р. згадується дерев'яна церква з вежею, з двома дзвонами, залишена людьми, прикрашена образами Діви Марії, Спасителя, св. Миколая і св. Василія. У 1797 р. державна комісія постановила будувати в селі кам'яну церкву, але в 1847 р. зазначено дерев'яну церкву, що стояла до 1864 p., коли за священика Андрія Ференчика завершили спорудження мурованої базилічної церкви, розпочате у 1860 р. На завершенні вежі викладено 1903 рік — дату покриття бляхою. Іконостас 19 ст. налічує 42 ікони.
З приходом совєтів місцевого пароха Антона Бачкая змусили пристати на православ'я, але в 1956 р. він заявив у православний єпископат, що знову повертається до греко-католицького віросповідання. В 1957 р. був засуджений до 7 років таборів. Повернувся 1961 р. Зараз знову служить священиком. У 1991 р. храм повернуто греко-католикам. В селі служить о. Данило Бендас, стараннями якого на головному фасаді встановлено мармурові дошки з переліком всіх священиків та парохів, що служили в селі.
У 1909 році Бела Барток відвідав Село під час своєї експедиції по збереженню народної музики.

## Населення
Згідно з переписом УРСР 1989 року чисельність наявного населення села становила 1259 осіб, з яких 599 чоловіків та 660 жінок.
За переписом населення України 2001 року в селі мешкало 1345 осіб.

### Мова
Розподіл населення за рідною мовою за даними перепису 2001 року:
| Мова       | Відсоток |
| ---------- | -------- |
| українська | 98,97 %  |
| російська  | 0,81 %   |
| угорська   | 0,22 %   |